# Carlo Vizzini
Pour les articles homonymes, voir Vizzini (homonymie).
Carlo Vizzini (né le 28 avril 1947 à Palerme) est un homme politique et un universitaire italien. Il a été condamné, en tant que homme politique corrompu, lors de l'opération Mains propres, dans les années 1990. Il n'a jamais purgé sa peine grâce à la prescription. Il est sur la liste des hommes politiques liés à la Mafia redigé par Massimo Ciancimino, fis de l’ancien homme politique corrompu Vito Ciancimino

## Biographie
Député PSDI à cinq reprises à partir de 1976, Carlo Vizzini est nommé ministre des Affaires régionales dans le Gouvernement Craxi I le 26 mars 1984 et devient ensuite ministre des Biens et Affaires culturels (1987-1988) puis ministre de la Marine marchande (1989-1991) et ministre des Postes et Télécommunications (1991-1992).
Secrétaire national du Parti socialiste démocrate italien pendant la Première République, il se rapproche de Silvio Berlusconi et est élu sénateur avec Forza Italia puis avec le Peuple de la liberté du 29 avril 2008 au 3 novembre 2011. Il préside la Commission des Affaires constitutionnelles (la 1re commission permanente sénatoriale) durant la XVIe législature.
Il adhère en novembre 2011 au Parti socialiste italien, quittant le centre-droit pour le centre-gauche, alors que le gouvernement Berlusconi IV est proche de sa démission. 
Réélu, il siège à partir du 4 novembre 2011 au sein du groupe parlementaire dénommé « UDC, SVP-Autonomie, UV-MAIE-Vers le Nord-MRE et PLI ».
Il a été condamné, en tant que homme politique corrompu, lors de l'opération Mains propres, dans les années 1990. Il n'a jamais purgé sa peine grâce à la prescription.

## Mandats
- VIIe législature : Chambre des députés
- VIIIe législature : Chambre des députés
- IXe législature : Chambre des députés
- Xe législature : Chambre des députés
- XIe législature : Chambre des députés
- XIVe législature : Sénat
- XVe législature : Sénat
- XVIe législature : Sénat